# Cybaeus ishikawai
Espèce
Synonymes
- Dolichocybaeus isikawai Kishida, 1940

Cybaeus ishikawai est une espèce d'araignées aranéomorphes de la famille des Cybaeidae.

## Distribution
Cette espèce est endémique du Japon.

## Publication originale
- Komatsu, 1940 : On five species of spiders found in the Ryûgadô Cave, Tosa province. Acta Arachnologica, vol. 5, no 3, p. 186-195.